# ونتون ۱۹۳۸۴
سیارک ۱۹۳۸۴ (به انگلیسی: 19384 Winton، نامگذاری:1998CP1) نوزده هزار و سیصد و هشتاد و چهارمین سیارک کشف شده‌است که در ۶ فوریه ۱۹۹۸ کشف شد.
قدر مطلق سیارک برابر ۱۵٫۰۰ است.